# Thu hải đường Bắc Bộ
Thu hải đường Bắc Bộ hay cửu nguyên lục (danh pháp: Begonia tonkinensis) là một loài thực vật có hoa trong họ Thu hải đường. Loài này được Gagnep. miêu tả khoa học đầu tiên năm 1919.